# Бобулешты
Бобулешты также Бобулешть (рум. Bobuleşti) — село в Флорештском районе Молдавии. Наряду с сёлами Гура-Каменчий и Гвоздово входит в состав коммуны Гура-Каменчий.

## География
Село расположено на высоте 106 метров над уровнем моря.
Возле Бобулешть найдены стоянки древнего человека.

## Население
По данным переписи населения 2004 года, в селе Бобулешть проживает 831 человек (398 мужчин, 433 женщины).
Этнический состав села:
| Национальность | Число жителей | Процентный состав |
| -------------- | ------------- | ----------------- |
| молдаване      | 810           | 97,47             |
| румыны         | 11            | 1,32              |
| украинцы       | 6             | 0,72              |
| русские        | 1             | 0,12              |
| болгары        | 1             | 0,12              |
| прочие         | 2             | 0,24              |
| Всего          | 831           | 100 %             |